# Macrothemis hosanai
Macrothemis hosanai – gatunek ważki z rodziny ważkowatych (Libellulidae). Występuje na terenie Ameryki Południowej.